# Яунпиебалгская волость
Яунпиебалгская волость (латыш. Jaunpiebalgas pagasts) — одна из двух территориальных единиц Яунпиебалгского края на северо-востоке Латвии. Граничит с Зосенской волостью своего края, Ранкской и Друвиенской волостями Гулбенского края, Лиезерской волостью Мадонского края, Вецпиебалгской волостью Вецпиебалгского края и Друстской волостью Раунского края.
Населённые пункты Яунпиебалгской волости: Яунпиебалга (краевой и волостной центр), Абрупе, Баши, Боли, Иеци, Гауяс, Канажи, Канепи, Клейвас, Мацитаймуйжа, Наудели, Наукшени, Озолини, Паупи, Петериши, Скраги, Рудгалви, Роци, Скубини, Тирзниеки, Виекшелес, Виньки, Зарини, Жагари, Янени.
По территории волости протекают реки: Алупе, Гауя, Калнупе, Кангарупе, Лаба Вилауне, Педедзе, Робежупе, Струмпе, Тирза, Тоцупите, Тулия, Викснупе, Вилауне.

## История
В 1935 году Яунпиебалгская волость Цесисского уезда занимала площадь 233 км². В 1945 году волость состояла из Абрупского, Гауйского, Яунпиебалгского, Калниешского и Зосенского сельских советов. 
После отмены в 1949 году волостного деления Яунпиебалгский сельсовет входил в состав Цесисского района. В 1950 году Яунпиебалга обрела статус рабочего посёлка (посёлка городского типа). В 1951 году Яунпиебалгский сельсовет был присоединён к Абрупскому сельсовету. В 1957 году Абрупский сельсовет попал в юрисдикцию посёлка Яунпиебалга и стал его сельской территорией. В 1963 году к Яунпиебалгской сельской территории был присоединён Гауйский сельсовет.
В 1990 году Яунпиебалга утеряла статус посёлка городского типа и, вместе со своей сельской территорией, была реорганизована в Яунпиебалгскую волость. В 2009 году, по окончании латвийской административно-территориальной реформы, Яунпиебалгская волость вошла в состав Яунпиебалгского края.

## Известные люди
- Эмилс Дарзиньш (1875—1910) — латвийский композитор.
- Карлис Миесниекс (1887—1977) — советский латышский художник.
- Маргер Зариньш (1910—1993) — композитор, народный артист СССР (1970)
- Янис Паукштелло (род. 1951) — латвийский актёр.